# Duchessa di Palma de Mallorca
Duchessa di Palma de Mallorca (in Catalano: Duquessa de Palma de Mallorca, in Spagnolo: Duquesa de Palma de Mallorca) era un titolo donato dal re, Juan Carlos I di Spagna, il 26 settembre 1997 a sua figlia minore, l'Infanta Cristina di Spagna, in occasione del suo matrimonio con Iñaki Urdangarin.
L'11 Giugno 2015, le venne tolto il titolo e il ducato da suo fratello, il re Felipe VI, a causa di un'inchiesta per corruzione.

## Duchi di Palma de Mallorca
- Infanta Cristina di Spagna e suo marito Iñaki Urdangarin come suo consorte (4 Ottobre 1997 - 11 Giugno 2015)

## Eredi
Il diritto di usare il titolo appartiene solamente all'Infanta Cristina, essendo un titolo della Casa Reale e non un titolo ereditario della nobiltà.